# 魯恩斯特拉猶太會堂

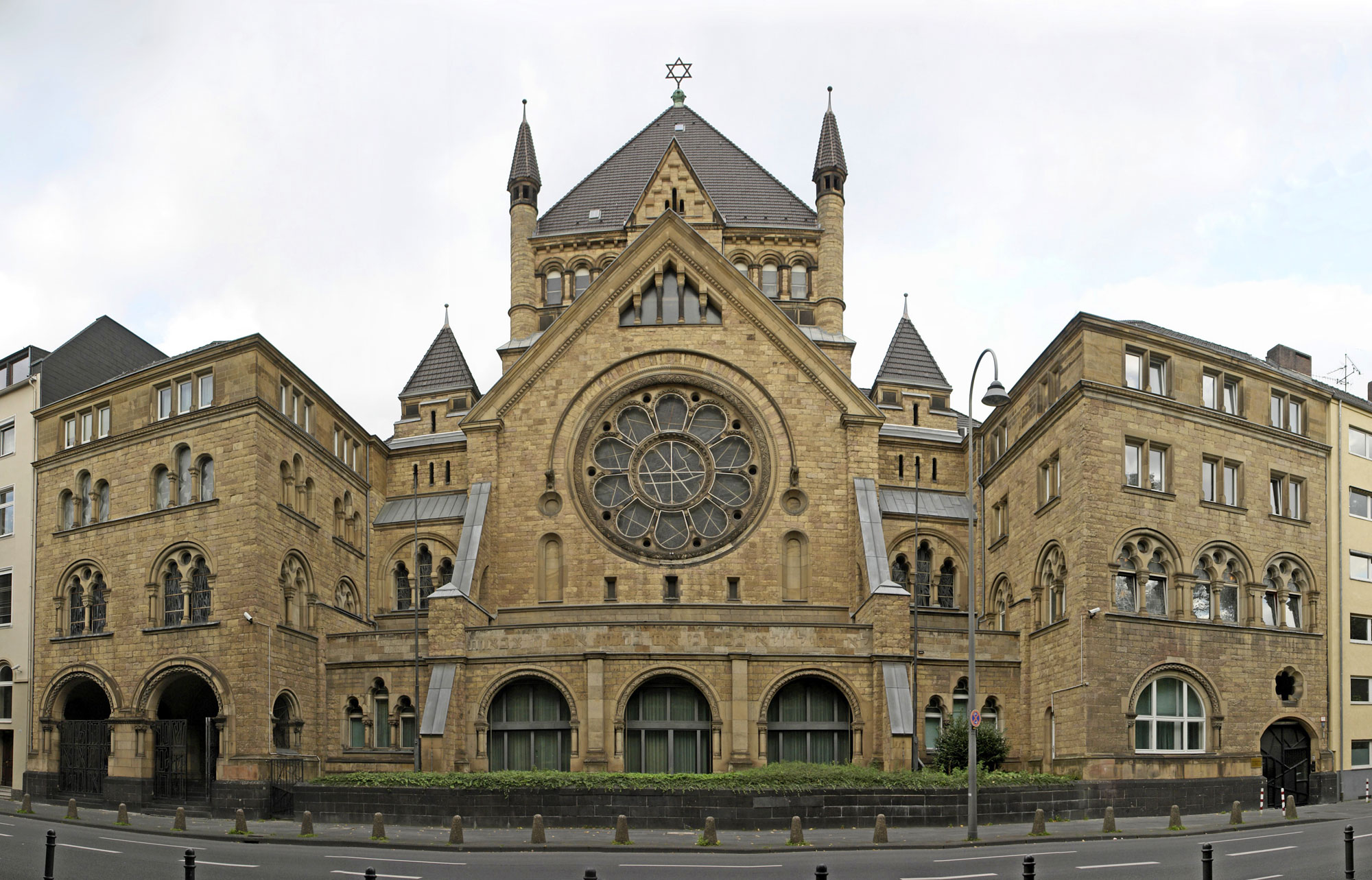
魯恩斯特拉猶太會堂

魯恩斯特拉猶太會堂（Roonstrasse Synagogue）是位於德國城市科隆的一座猶太會堂，也是該地區在納粹上台之前的五座猶太會堂之一。魯恩斯特拉猶太會堂在1938年11月9日被毀。1950年代，魯恩斯特拉猶太會堂得到重建。現在魯恩斯特拉猶太會堂是科隆的猶太人社區中心。2005年8月19日，教宗本篤十六世訪問魯恩斯特拉猶太會堂。

## 外部連結
- A page from the Time Magazine
- "Pope Warns of Increase in Anti-Semitism", WorldWide Religious News, David McHugh, August 19, 2005.

50°55′55″N 6°56′11″E / 50.93194°N 6.93639°E
1. ↑  . www.cologne-tourism.com.   [2025-02-23] （英语）.
2. ↑  . synagogues-360.anumuseum.org.il.   [2025-02-23].